# King (Wisconsin)
King – miasto w Stanach Zjednoczonych, w stanie Wisconsin, w hrabstwie Lincoln.